# Selcall
Selcall (selective calling) is een squelch protocol dat wordt gebruikt in analoge radiocommunicatie. Het protocol bestaat uit een burst aan het begin van elke uitzending, waarin een reeks van vier of vijf toontjes worden uitgezonden. Ontvangers die zijn ingesteld op die code zullen na ontvangst ervan hun squelch openen, waardoor de gebruiker het bericht kan horen. Andere ontvangers blijven stil.
Een andere toepassing is het identificeren van de oproeper. Bij ontvangst van een tooncode wordt deze gedecodeerd en op een display of beeldscherm getoond. Daarmee weet de ontvangende partij (bv een centralist) door wie hij wordt opgeroepen.
Selcall wordt vooral gebruikt in Europa, Azië, Australië en Nieuw-Zeeland. Het wordt vaak gebruikt voor portofoons en mobilofoons, bijvoorbeeld in taxi's.

## Details
|  |                                           |
|  | Voorbeeld van een selcall (download·info) |

De burst bestaat uit een reeks hoorbare toontjes, waarvan de toonhoogte overeenkomt met een cijfer van 0...9. De (meestal) vijf toontjes vormen samen een vijfcijferig getal. De duur en toonhoogte zijn vastgelegd in een standaard, waarvan enkele verschillende bestaan. Naast de getallen 0...9 zijn er ook codes A...F. Deze hebben een speciale betekenis. Toon E wordt gebruikt als substitutie voor een herhaald cijfer in de code, bijv. de code 24451 wordt uitgezonden als reeks 24E51.

### Toongroepen
Een selcall toongroep bevat 16 tonen die 16 hexadecimale cijfers voorstellen. De cijfers 0 t/m 9 worden gebruikt om een getal te vormen; de overige zes codes hebben een speciale betekenis.
Er zijn acht bekende toongroepen:
| Digit | CCIR    | EEA     | EIA     | ZVEI I  | ZVEI II | ZVEI III | DZVEI   | PZVEI   |
| ----- | ------- | ------- | ------- | ------- | ------- | -------- | ------- | ------- |
| 0     | 1981 Hz | 1981 Hz | 600 Hz  | 2400 Hz | 2400 Hz | 2400 Hz  | 2200 Hz | 2400 Hz |
| 1     | 1124 Hz | 1124 Hz | 741 Hz  | 1060 Hz | 1060 Hz | 1060 Hz  | 970 Hz  | 1060 Hz |
| 2     | 1197 Hz | 1197 Hz | 882 Hz  | 1160 Hz | 1160 Hz | 1160 Hz  | 1060 Hz | 1160 Hz |
| 3     | 1275 Hz | 1275 Hz | 1023 Hz | 1270 Hz | 1270 Hz | 1270 Hz  | 1160 Hz | 1270 Hz |
| 4     | 1358 Hz | 1358 Hz | 1164 Hz | 1400 Hz | 1400 Hz | 1400 Hz  | 1270 Hz | 1400 Hz |
| 5     | 1446 Hz | 1446 Hz | 1305 Hz | 1530 Hz | 1530 Hz | 1530 Hz  | 1400 Hz | 1530 Hz |
| 6     | 1540 Hz | 1540 Hz | 1446 Hz | 1670 Hz | 1670 Hz | 1670 Hz  | 1530 Hz | 1670 Hz |
| 7     | 1640 Hz | 1640 Hz | 1587 Hz | 1830 Hz | 1830 Hz | 1830 Hz  | 1670 Hz | 1830 Hz |
| 8     | 1747 Hz | 1747 Hz | 1728 Hz | 2000 Hz | 2000 Hz | 2000 Hz  | 1830 Hz | 2000 Hz |
| 9     | 1860 Hz | 1860 Hz | 1869 Hz | 2200 Hz | 2200 Hz | 2200 Hz  | 2000 Hz | 2200 Hz |
| A     | 2400 Hz | 1055 Hz | 2151 Hz | 2800 Hz | 885 Hz  | 885 Hz   | 825 Hz  | 970 Hz  |
| B     | 930 Hz  | 930 Hz  | 2433 Hz | 810 Hz  | 825 Hz  | 810 Hz   | 740 Hz  | 810 Hz  |
| C     | 2247 Hz | 2400 Hz | 2010 Hz | 970 Hz  | 740 Hz  | 2800 Hz  | 2600 Hz | 2800 Hz |
| D     | 991 Hz  | 991 Hz  | 2292 Hz | 885 Hz  | 680 Hz  | 680 Hz   | 885 Hz  | 885 Hz  |
| E     | 2110 Hz | 2110 Hz | 459 Hz  | 2600 Hz | 970 Hz  | 970 Hz   | 2400 Hz | 2600 Hz |
| F     | 1055 Hz | 2247 Hz | 1091 Hz | 680 Hz  | 2600 Hz | 2600 Hz  | 680 Hz  | 680 Hz  |

### Tijdsduur
De tijdsduur voor iedere toon is strikt vastgelegd. Er bestaan verschillende standaarden: 20ms, 30ms (soms 33ms), 40ms, 50ms, 60ms, 70ms, 80ms, 90ms en 100ms.
Hoe langer de duur van een toon, des te betrouwbaarder de ontvangst. Het nadeel is echter dat de gebruiker langer moet wachten voordat hij kan spreken, omdat de uitzending pas begint nadat de selcall is uitgezonden.
Bij een duur van 40ms wordt een selcall van vijf tonen in 5 x 40ms = 200ms uitgezonden. Vaak wordt een burst ook voorafgegaan door een vaste toon met een langere duur dan 1 eenheid, bedoeld om de ontvanger betrouwbaarder te activeren, waardoor de selcall in zijn geheel ook langer duurt.